# Język hindustani

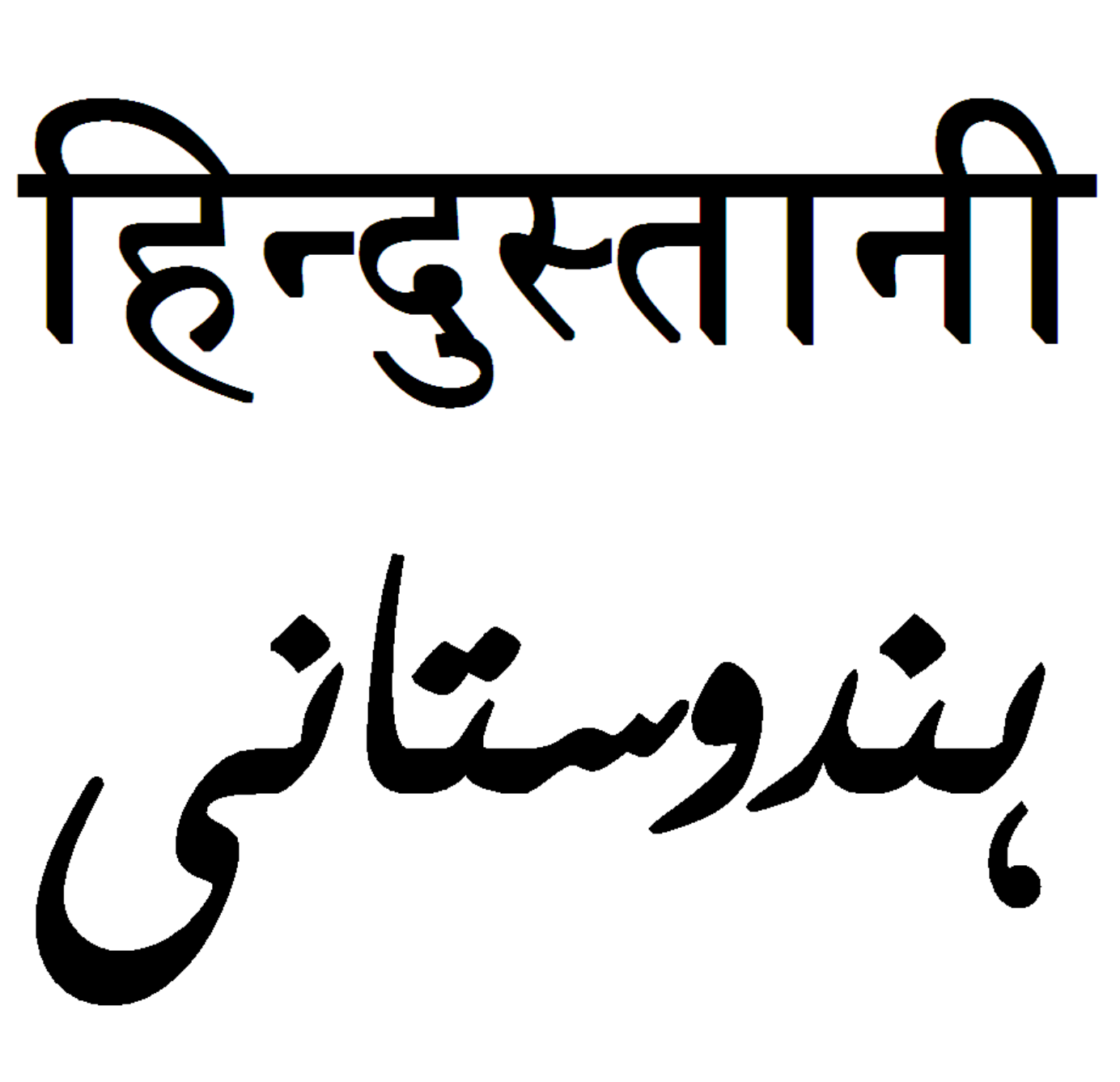
Napis „hindustani” w pismach dewanagari i arabskim.

Język hindustani – forma języka potocznego używana w Indiach północnych oraz na Dekanie, szczególnie popularna przed podziałem Indii Brytyjskich w 1947 r.
Hindustani powstało na podstawie dialektu khariboli, który z kolei wykształcił się z północnych form apabhranśi śauraseni w okresie konsolidacji władzy muzułmańskiej w pierwszej połowie XIII wieku, w okolicach Delhi (niektórzy badacze uważają jednak, że hindustani powstało wcześniej, bo już na początku XII wieku).
Z hindustani wyłoniły się dwa genetycznie tożsame języki literackie: hindi, zapisywany indyjskim alfabetem dewanagari, oraz urdu, zapisywany pismem arabskim z dodatkowymi znakami diakrytycznymi.
Nazwą „hindustani” określa się również odmianę opartą na wschodnich dialektach, przyjętą jako jeden z języków urzędowych na Fidżi, tzw. hindi fidżyjskie.